# Wirbelrad
Das Wirbelrad (schwedisch Virvelhjul) ist ein Ornament des nordischen Kunststils, das auf den älteren gotländischen Bildsteinen überliefert ist. Das Wirbelrad stellt eine Modifikation der Swastika dar. Es stammt aus der Zeit vor dem Oseberg-Stil und wird in das 5. und 6. Jahrhundert (germanische Eisenzeit) und in die schwedische Vendelzeit datiert. Wirbelräder sind zum Beispiel von den Bildsteinen von Bro No. 24, Broa XIV, Havor I, Ire I, Sanda IV und Väskinde V bekannt.

## Schwedische Wirbelräder
Das Wirbelrad ist auf den älteren schwedischen Bildsteinen das Zentralmotiv. Jüngere Steine zeigen es weiterhin dominant aber kombiniert mit Spiralen und Ruderbooten. Um die suggestive Wirkung zu verstehen, die die Darstellung ursprünglich hatte, muss man sich die verschwundenen Farben vorstellen. Der Ausformung der Räder nach zu urteilen, ist rot mit schwarz und weiß kombiniert worden. Auf den älteren Bildsteinen haben sich keine Farbspuren erhalten. Auf den jüngsten, die relativ schnell nach ihrer Erstellung im Zuge der Christianisierung als Baumaterial (meist in Kirchen) gedient haben, haben sich gelegentlich Farbspuren erhalten.
Die Wirbelräder weisen wiederkehrende Details auf, die zeigen, dass diese abstrakte Darstellung einen tieferen Sinn hatte. Ihre halbmondförmigen Segmente erscheinen 6-, 12-, 16- oder 24-fach. Dreiecke, die bisweilen zwischen die Speichen der Wirbelräder (zum Beispiel Sanda IV mit 16 Segmenten) eingesetzt sind, könnten mit verschiedenartiger Färbung die Bewegungsvorstellung verstärken. Die stets vorhandene strahlenförmige Randzier soll vielleicht die Strahlkraft der Sonne wiedergeben. Viele dieser Bildsteine sind in Gotlands Fornsal in Visby ausgestellt.

## Wirbelräder der Iberischen Halbinsel
Wirbelräder mit drei und mehr Segmenten wurden zum Beispiel auch in der Citânia de Briteiros in Portugal, im Oppidum Santa Terga in Galicien und auf kantabrischen Scheibenstelen (Estelas cántabras) (zum Beispiel Stelen von Lombera) der Iberischen Halbinsel gefunden, wo sie etwa ein Jahrtausend älter als die skandinavischen sind.